# Andrzej Cegła
Andrzej Cegła (ur. 1935, zm. 1984) – polski geograf, polarnik, prorektor Uniwersytetu Wrocławskiego, pochowany na Cmentarzu Osobowickim we Wrocławiu.